# Nadia Parkes
Nadia Sofia Parkes (Londres, 31 de dezembro de 1995) é uma atriz e modelo inglesa. Ela é mais conhecida pelos seus papéis nas séries de televisão The Spanish Princess, Domina e The Bastard Son & The Devil Himself.

## Biografia
Parkes cresceu na cidade de Royal Leamington Spa, no Reino Unido. O nome de sua mãe é Francesca Maria, e ela tem pelo menos uma irmã chamada Michaella Lara Parkes.
Ela estudou em The King's High School for Girls, uma escola privada feminina. Em 2018, se formou na London Academy of Music and Dramatic Art, no distrito londrino de Hammersmith.
Em 2020, Parkes esteve num relacionamento com o ator Tom Holland.

## Filmografia

### Televisão
| Ano  | Título                              | Papel            | Notas                                     |
| ---- | ----------------------------------- | ---------------- | ----------------------------------------- |
| 2019 | The Spanish Princess                | Rosa de Vargas   | Personagem principal                      |
| 2020 | Doctor Who                          | Claire Clairmont | Episódio: "The Haunting of Villa Diodati" |
| 2021 | Starstuck                           | Sophie Diller    | 2 episódios                               |
| 2021 | Domina                              | Lívia Drusa      | 2 episódios                               |
| 2022 | The Bastard Son & The Devil Himself | Annalise         | Personagem principal                      |
| 2022 | This Is Christmas                   | Suzy             | Filme para televisão                      |
| 2024 | Tokyo Vice                          | Claudine         | Episódio: "Be My Number One"              |
|      | Kidnapped                           | Chloe Ayling     | Personagem principal                      |